# Vāsanā
Vāsanā (tiếng Phạn; Devanagari: वासना, chữ Tạng: བག་ཆགས; Wylie: bag chags, chữ Hán: 習氣, tập khí) là một khuynh hướng hành vi hay dấu ấn nghiệp báo ảnh hưởng đến hành vi hiện tại của một người. Đây là một thuật ngữ trong triết học Ấn Độ, đặc biệt là Yoga, cũng như triết học Phật giáo và Advaita Vedanta.

## Ấn Độ giáo

### Vaishnavism
Bhagavata Purana (5.11.5) (còn có tên Śrīmad Bhāgavatam), một văn bản nền tảng đối với truyền thống Vaishnava của Sanātana Dharma, sử dụng thuật ngữ 'vāsanā':
| Devanagari         | Chuyển tự Latinh                   |
| ------------------ | ---------------------------------- |
| स वासनात्मा विषयोपरक्तो    | sa vāsanātmā viṣayoparakto         |
| गुणप्रवाहो विकृतः षोडशात्मा   | guṇa-pravāho vikṛtaḥ ṣoḍaśātmā     |
| बिभ्रत्पृथतङनामभि रूपभेदम्  | bibhrat pṛthań-nāmabhi rūpa-bhedam |
| अन्तर्बहिष्ङवं च पुरैस्तनोति | antar-bahiṣṭvaṁ ca purais tanoti   |

### Advaita Vedanta
Vasana có nghĩa đen là 'mong muốn' hoặc 'ước muốn', nhưng được sử dụng trong Advaita theo nghĩa là các khuynh hướng tiềm ẩn hoặc tiềm thức trong bản chất của một người.
Viết từ góc nhìn của Advaita Vedanta, Waite đề cập đến một mô hình do Edward de Bono đưa ra:
Nếu bạn lấy một miếng thạch đã đông cứng lại và bày ra đĩa, rồi nhỏ nước rất nóng lên trên, nó sẽ chảy ra đĩa và để lại một rãnh mờ nơi nước nóng làm tan chảy thạch. Nếu bây giờ bạn đổ thêm nước nóng, nó sẽ có xu hướng chảy vào các kênh giống như trước đây, vì những kênh này tạo ra đường đi có ít lực cản nhất, và làm sâu các kênh. Nếu điều này được thực hiện nhiều lần, các kênh rất sâu sẽ hình thành và việc đưa nước chảy đi nơi khác sẽ trở nên khó khăn, nếu không muốn nói là không thể. Tương đương với một thói quen cố hữu đã được hình thành.

## Phật giáo
Keown (2004) định nghĩa thuật ngữ này một cách tổng quát trong Phật giáo như sau:
"vāsanā (Skt.). Khuynh hướng hoặc thiên hướng thói quen, một thuật ngữ, thường được sử dụng đồng nghĩa với bīja (‘chủng tử’). Nó được tìm thấy trong các tài liệu tiếng Pāli và tiếng Phạn thời kỳ sơ khai nhưng nổi bật hơn trong Duy thức tông, trong đó nó biểu thị năng lượng tiềm ẩn phát sinh từ những hành động được cho là đã ‘được in dấu’ trong tàng thức của chủ thể (ālaya-vijñāna). Người ta tin rằng sự tích lũy những khuynh hướng thói quen này sẽ dẫn đến những kiểu hành vi cụ thể trong tương lai."
Sandvik (2007: không đánh số trang) khẳng định rằng:
... bag chags, trong tiếng Phạn là vāsanā. Từ này được sử dụng rất nhiều trong các bài thuyết giảng về nghiệp báo. Nó có nghĩa là những khuynh hướng thói quen, những khuynh hướng vi tế in sâu vào tâm trí, giống như một vết nhơ. Ví dụ, nếu ai đó hút thuốc, họ sẽ có xu hướng thèm hút thuốc hàng ngày, thường là vào cùng một thời điểm. Có những điều tổng quát hơn về bag chags, chẳng hạn như tại sao một số người có bản chất tốt bụng, còn những người khác lại độc ác; chính xu hướng hành xử theo một cách nhất định sẽ gây ra những hành động tương tự trong tương lai, làm củng cố bag chags.